# Sobremostreig (processament del senyal)
En el processament del senyal, el sobremostreig és el procés de mostreig d'un senyal a una freqüència de mostreig significativament superior a la taxa de Nyquist. Teòricament, un senyal limitat d'amplada de banda es pot reconstruir perfectament si es mostra a la velocitat de Nyquist o per sobre d'ella. La taxa de Nyquist es defineix com el doble de l'amplada de banda del senyal. El sobremostreig és capaç de millorar la resolució i la relació senyal-soroll, i pot ser útil per evitar l'aliasing i la distorsió de fase relaxant els requisits de rendiment del filtre antialiasing.
Es diu que un senyal està sobremostrejat per un factor de N si es mostra a N vegades la taxa de Nyquist.

## Motivació
Hi ha tres motius principals per dur a terme el sobremostreig: per millorar el rendiment de l'anti-aliasing, per augmentar la resolució i per reduir el soroll.

### Antialiasing
El sobremostreig pot facilitar la realització de filtres anti-aliasing analògics. Sense sobre-mostreig, és molt difícil implementar filtres amb el tall agut necessari per maximitzar l'ús de l'ample de banda disponible sense superar el límit de Nyquist. En augmentar l'amplada de banda del sistema de mostreig, es poden relaxar les restriccions de disseny del filtre antialiasing. Un cop fet el mostreig, el senyal es pot filtrar digitalment i baixar de mostreig a la freqüència de mostreig desitjada. En la tecnologia moderna de circuits integrats, el filtre digital associat amb aquest mostreig inferior és més fàcil d'implementar que un filtre analògic comparable requerit per un sistema no sobremostrejat.

Un gràfic del rendiment del soroll de quantificació d'un delta-sigma d'1 bit sobremostrejat de 64x en funció de la freqüència (fins a 1/2 de la freqüència de mostreig 1x) de la simulació. També es mostra el soroll a causa de la quantificació ordinària de 5, 6 i 7 bits per a la comparació.

### Resolució
A la pràctica, el sobremostreig s'implementa per tal de reduir costos i millorar el rendiment d'un convertidor analògic a digital (ADC) o convertidor digital a analògic (DAC). Quan es fa un sobremostreig per un factor de N, el rang dinàmic també augmenta un factor de N perquè hi ha N vegades més valors possibles per a la suma. Tanmateix, la relació senyal-soroll (SNR) augmenta {\displaystyle {\sqrt {N}}}, perquè sumant el soroll no correlacionat augmenta la seva amplitud en {\displaystyle {\sqrt {N}}}, mentre que sumant un senyal coherent augmenta la seva mitjana en N. Com a resultat, la SNR augmenta en {\displaystyle {\sqrt {N}}}.

### Soroll
Si es prenen diverses mostres de la mateixa quantitat amb soroll no correlacionat afegit a cada mostra, com que, com s'ha comentat anteriorment, els senyals no correlacionats es combinen més feblement que els correlacionats, la mitjana de N mostres redueix la potència del soroll en un factor de N. Si, per exemple, fem un excés de mostreig per un factor de 4, la relació senyal-soroll en termes de potència millora per un factor de quatre, que correspon a un factor de millora de dos en termes de tensió.